# Nord Stream
Il Nord Stream (lett. "flusso settentrionale"; anche noto come Nord Stream 1) è un gasdotto che, attraverso il Mar Baltico, trasporta gas proveniente dalla Russia in Europa occidentale, passando per la Germania.
Nel settembre 2022 il gasdotto è stato sabotato con delle cariche esplosive. Nel 2024 le autorità tedesche hanno identificato un gruppo di sabotatori ucraini che sarebbero responsabili dell'attacco e hanno emesso un mandato di arresto nei confronti di un cittadino ucraino che dalla Polonia si è rifugiato in Ucraina.

## Storia
Il progetto parte nel 1997 quando Gazprom e Neste, azienda finlandese, creano North Transgas Oy per la costruzione e l'esercizio di un gasdotto dalla Russia alla Germania del Nord attraverso il Mar Baltico. L'elemento chiave di questo accordo è che il gasdotto non attraversa né la Polonia, né nessuno Stato baltico, né la Bielorussia o l'Ucraina. Di conseguenza, tutti questi paesi non solo perdono gli eventuali diritti di transito, ma non possono sfruttare il percorso per sospendere le forniture di gas all'Europa occidentale per far pressione sui negoziati con la Russia.
Condotti i primi studi già nel 1998, il 24 aprile 2001, Gazprom, Fortum (nuova denominazione di Neste), Ruhrgas e Wintershall firmano un memorandum d'intesa per la realizzazione congiunta di uno studio di fattibilità per la costruzione della conduttura.
Nel 2005 Fortum cede le sue quote a Gazprom, che così diventa l'unico proprietario di North Transgas. Nel settembre dello stesso anno, Gazprom, BASF e E.ON firmano un primo accordo per la costruzione di un gasdotto che attraversi il Nord Europa. Ciò porta alla nascita il 30 novembre 2005 della società North European Gas Pipeline Company con sede a Zugo, Svizzera. Circa dieci giorni dopo, Gazprom inizia la costruzione del condotto sulla terraferma russa.
Nell'ottobre 2006 la società viene ridenominata Nord Stream AG, e il gasdotto e tutte le informazioni correlate al progetto vengono trasferite in tale entità societaria, compresi i risultati dei primi studi condotti da North Transgas, che di conseguenza cessa di esistere. Nel settembre 2007 Europipe ed OMK si aggiudicano la fornitura della prima linea della condutture, mentre EUPEC PipeCoatings si assicura il film per il rivestimento delle condutture e i servizi di logistica. La seconda linea vede la partecipazione di OMK, Europipe e Sumitomo Heavy Industries.
Nel giugno 2008, dopo quasi un anno di trattative, Nord Stream AG affida a Snamprogetti l'esecuzione della progettazione ingegneristica del gasdotto. Saipem invece costruisce il gasdotto, in collaborazione con il subappaltatore Allseas. Le enormi valvole a sfera e a saracinesca da 48" alle estremità del gasdotto vengono commissionate da Nord Stream AG e Snamprogetti a PetrolValves. Nello stesso anno, Rolls-Royce vince la fornitura dei gruppi turbogas, mentre Royal Boskalis Westminster e Tideway iniziano a provvedere al dragaggio del fondale marino.
Sempre nel 2008, N.V. Nederlandse Gasunie, compagnia olandese, diventa partner di Nord Stream così come GDF Suez nel 2010, azionista con il 9%.
Terminata la posa della prima conduttura il 4 maggio 2011, i lavori sotto il livello del mare terminano il mese dopo. Il 6 settembre 2011 viene immesso il gas per la prima volta nella prima conduttura. Il condotto viene ufficialmente inaugurato dalla Cancelliera tedesca Angela Merkel, dal Presidente russo Dmitrij Medvedev e dal Primo ministro francese François Fillon l'8 novembre 2011 a Lubmin. La costruzione della seconda linea termina nell'agosto 2012 con inaugurazione l'8 ottobre. Nell'agosto 2012 Nord Stream AG chiede al governo finlandese ed al governo estone la possibilità di far transitare presso i loro territori una diramazione del gasdotto.

## Sabotaggio

Mappa dei punti delle esplosioni dei gasdotti Nord Stream il 26 settembre 2022

Nel settembre 2022 le due condotte del Nord Stream e Nord Stream 2 sono state danneggiate con dell'esplosivo, rilasciando in atmosfera 150 mila di tonnellate di gas metano, con gravi danni ambientali essendo questo un potente gas serra.
La Russia ha chiesto un'indagine internazionale al Consiglio di sicurezza dell'ONU la quale è stata respinta. Svezia e Danimarca hanno avviato le indagini sul sabotaggio ma sono state chiuse nel febbraio 2024 senza identificare i responsabili, mentre la Germania continua a indagare.
Nell'agosto 2024 i media hanno riferito che a giugno le autorità tedesche hanno emesso un mandato di arresto europeo per un cittadino ucraino sospettato di aver utilizzato lo yacht Andromeda insieme ad altri due per sabotare i gasdotti. Il sospettato è fuggito in Ucraina dal territorio polacco a bordo di un'auto di proprietà dell'ambasciata ucraina in Polonia.

## Soci
La società che gestisce l'esercizio è la Nord Stream AG (gi North European Gas Pipeline Company), che ha sede a Zugo ed è costituita da:
- Gazprom 51%
- Ruhrgas 15,5%
- Wintershall 15,5%
- N.V. Nederlandse Gasunie 9%
- Engie 9%

Wintershall è una società operante nel campo Oil&Gas completamente controllata dal colosso della chimica BASF AG, mentre Ruhrgas è la società operante nel settore gas del gruppo E.ON.
A partire dal 2012 Nord Stream poteva trasportare fino a 55 miliardi di metri cubi di gas all'anno, una quantità sufficiente per alimentare oltre 25 milioni di abitazioni.

## Percorso e caratteristiche tecniche
Il gasdotto è composto da linee parallele da 27,5 miliardi di metri cubi all'anno. La lunghezza è di 1.220 km, con partenza da Vyborg, in Russia, ed arrivo a Greifswald, in Germania, dove il gasdotto è collegato alla rete onshore tedesca, e da qui al sistema continentale europeo, tramite l'OPAL (progetto operato da Wingas con l'80% ed E.On con il 20%). Il diametro interno del tubo è di 1153,0 mm.

## Status europeo e finanziamenti comunitari
Il Nord Stream gode fin dal 2000 dello status di progetto prioritario nel quadro delle Reti Trans-Europee dell'Energia (TEN-E dall'acronimo inglese), cioè è fra i progetti che l'Unione europea ritiene di fondamentale importanza per la sicurezza dell'approvvigionamento e il completamento del mercato interno.
In più riprese il gasdotto e i progetti di un suo raddoppio hanno suscitato le critiche degli Stati Uniti, nel corso delle amministrazioni di Barack Obama e Donald Trump, secondo i quali la stretta nei legami energetici tra Russia e Germania prefigurava una crescente dipendenza di Berlino e del resto d'Europa dal gas russo e di conseguenza un indebolimento geopolitico del Vecchio Continente a favore di Mosca. La contesa russo-americana sulle forniture di gas è stata da molti analisti paragonata a una vera e propria "guerra fredda" per il controllo del commercio dell'oro blu.

## Ruolo dell'Italia
L'Italia è presente nel progetto tramite Saipem, che ha posato i tubi in mare, Snamprogetti, responsabile della parte ingegneristica di progettazione, e PetrolValves (di Castellanza) ed altri valvolieri della zona, come Viar Valvole di Sumirago (VA), che hanno fornito una parte consistente delle valvole necessarie alla sua costruzione. Le superfici sono trattate con cicli anticorrosivi, certificati Norsok M 501 forniti da Carboline Italia e applicate da Industrial painting color. È presente anche la società SiirtecNigi di Milano, operante come EPC nel settore Oil & Gas, per la realizzazione dell'impianto di trattamento gas di Portovaya.

## Costi
Secondo Gazprom, il costo del tratto onshore in Russia e in Germania si è aggirato sui 6 miliardi di euro, mentre il tratto offshore è costato 8.8 miliardi di euro.
Il 30% dell'opera è stato finanziato dai soci di Nord Stream, e il restante 70% è stato assicurato da:
- 800 milioni in finanza di progetto per 10 anni;
- 6,4 miliardi garantiti dalle agenzie per il credito all'esportazione Euler Hermes, SACE e indirettamente dal governo tedesco;
- Il restante è stato finanziato da un pool di 26 banche.